# Stenopontius parvus
Stenopontius parvus is een eenoogkreeftjessoort uit de familie van de Dinopontiidae. De wetenschappelijke naam van de soort is voor het eerst geldig gepubliceerd in 1990 door Boxshall.